# Convento de San Jerónimo (Ciudad de México)
El Convento de San Jerónimo, fundado como Convento de Nuestra Señora de la Expectación, fue un templo católico que perteneció a las monjas de la Orden de San Jerónimo de la Ciudad de México en la Nueva España y donde destaca la poetisa novohispana Sor Juana Inés de la Cruz.
La creación de este nuevo convento se logró gracias al respaldo de Felipe II, Rey de España y a la solicitud de Isabel de Guevara, una viuda proveniente de una familia adinerada, quien contribuyó con más de veinte mil pesos de la época para la construcción del claustro, el cual se estableció bajo las características de San Agustín.
Isabel Barrios tenía pensado fundar el convento como  un lugar en el cual podía retirarse los últimos años de su vida. la misma decidió erigir un monasterio diferente eligiendo a las jerónimas. 
 

En cuanto a la fecha de su fundación existen registros que hacen mención de esto, como es el caso de una publicación que se hizo en la Gazeta de México el 30 de febrero de 1728 la cual dice “... que ha que se fundó 143 años…”.  posterior a esta mención, en 1880 Rivera Cambas nos dice:
El convento de religiosas agustinas de San Geronimo, fue fundador con monjas de la Concepción, El año de 1585, siendo Arzobispo D. Pedro Moya de Contreras. En la tarde del 29 de septiembre... fueron conducidas cuatro religiosas del Convento de la Concepción para establecer un nuevo monasterio... Entre las monjas que tomaron nuevamente el habito se contó Doña Isabel de Guevara, niña de quince años de edad cuya solicitud y expensas se levanto El convento, y otras quince jóvenes también nobles... 
El convento de San Jerónimo, al igual que los conventos de monjas en la Ciudad de México se encontraba bajo la autoridad del arzobispo de México desde su fundación y fue dedicado a Nuestra Señora de la Expectación, aunque es importante destacar este nombre no tuvo gran reconocimiento. En cambio, su patrona fue Santa Paula, en honor a la noble romana que apoyó a San Jerónimo, razón por la cual el convento fue conocido tanto como San Jerónimo como con el nombre de Santa Paula. 
Isabel Barrios tenía pensado fundar el convento como  un lugar en el cual podía retirarse los últimos años de su vida. la misma decidió erigir un monasterio diferente eligiendo a las jerónimas. 
El  convento es una construcción que data de finales del siglo XVI y que se encuentra en el centro histórico de la Ciudad de México, a tan solo una cuadra de la estación de metro Isabel la Católica y a tres cuadras de la estación Pino Suárez.
Su perímetro está delimitado al sur, por la calle José María Izazaga; al este, por la calle 5 de febrero; al norte, por la calle San Jerónimo y al oeste, por la calle Isabel la Católica.
Desde que es administrado por la Universidad del Claustro de Sor Juana dejó su función de culto eclesiástico para convertirse en el Ex-templo, el auditorio principal de la UCSJ, aunque conserva sus retablos barrocos y pinturas relativas a Sor Juana Inés de la Cruz.

## Arquitectura

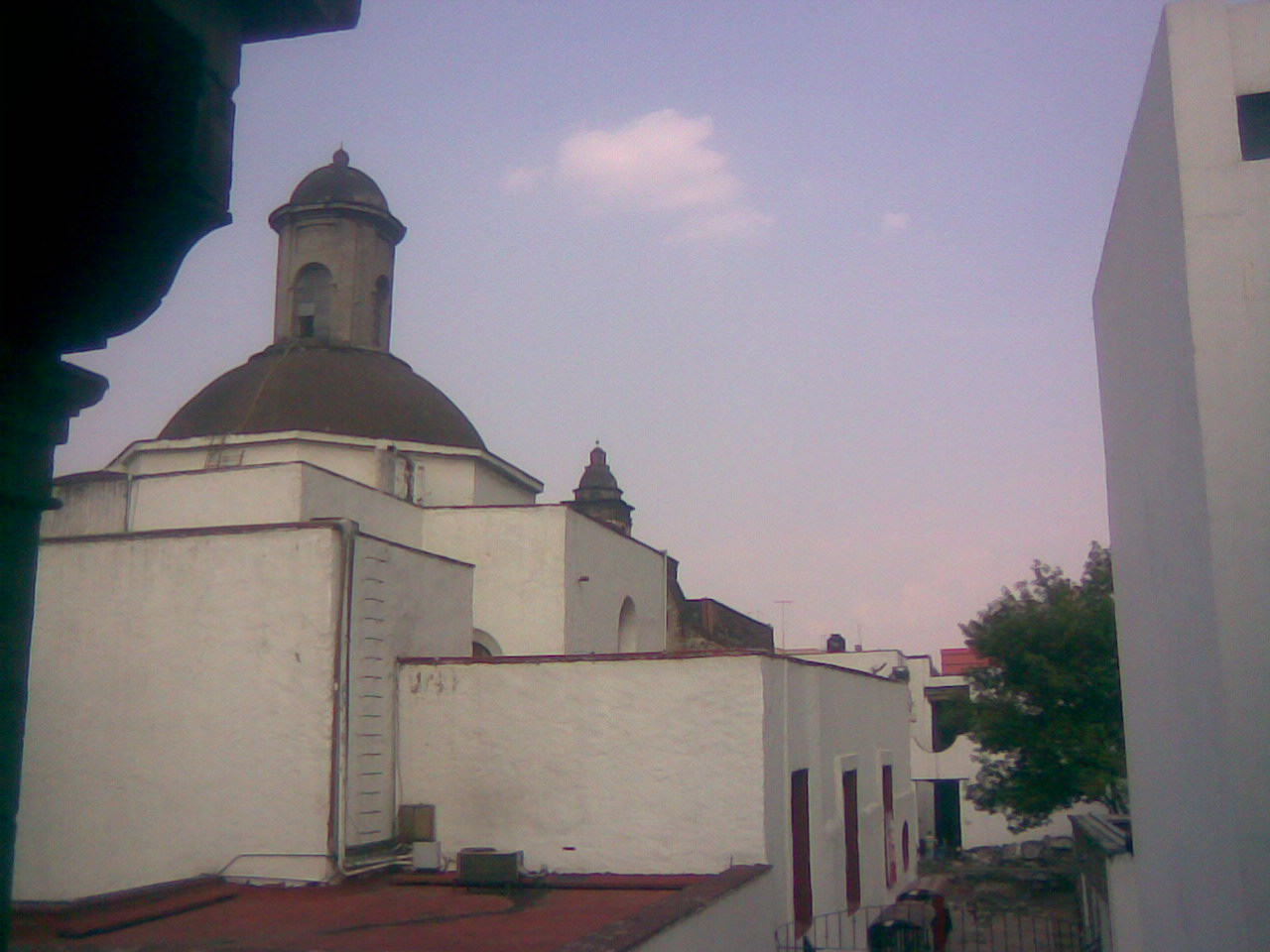
Cúpula semiesférica del ex-templo de San Jerónimo en la UCSJ.

El Convento de San Jerónimo tiene una arquitectura que obedece al estilo barroco herreriano. Posee una planta de cruz que consta de una torre y campanario, una cúpula semiesférica y dos coros (alto y bajo, destacando este último donde se iniciaban las novicias). Por otro lado sus puertas dirigen la nave con el convento que tiene dos portadas hacia la calle.

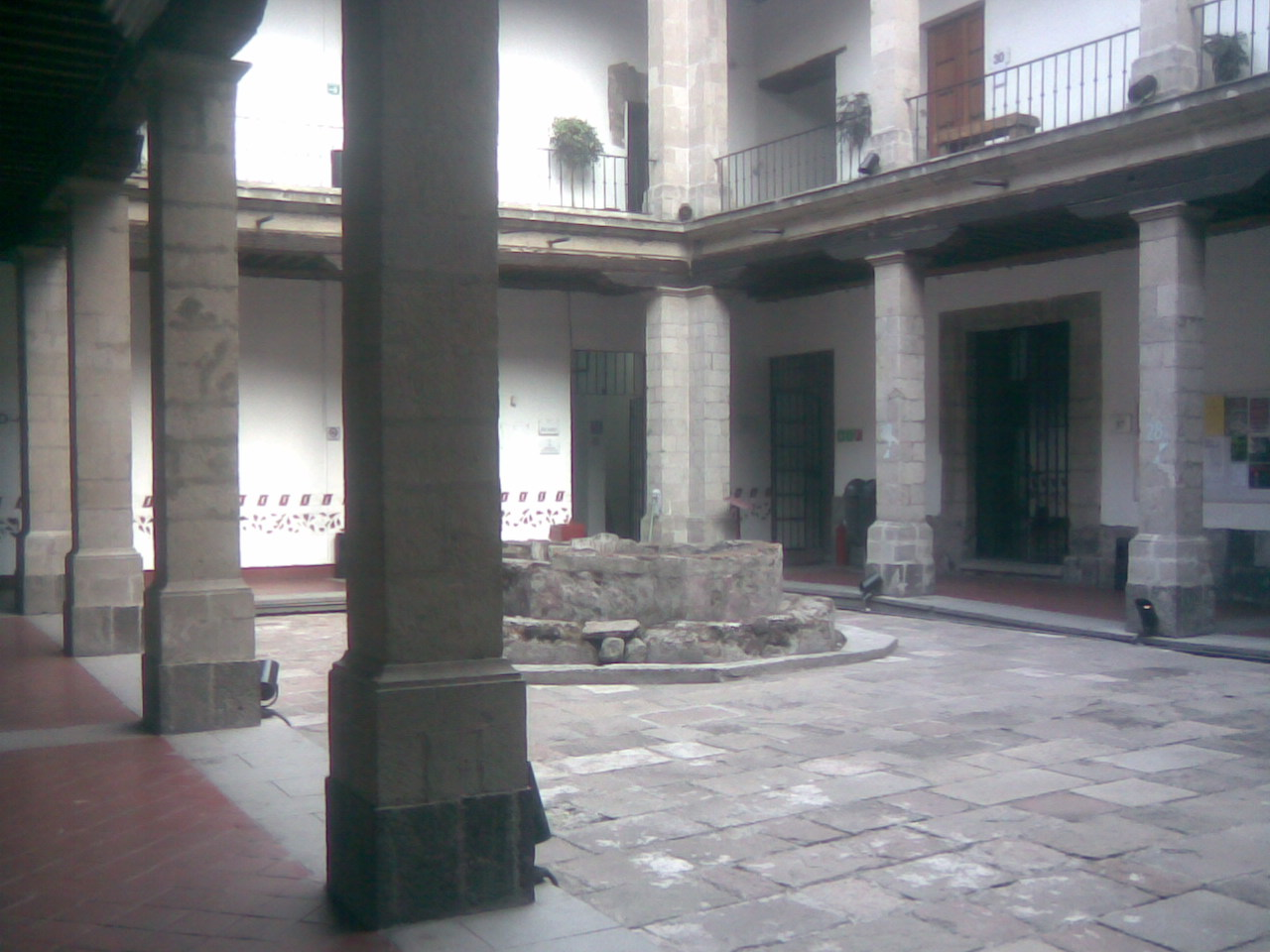
Uno de los patios del Convento.

Cuenta con un Claustro grande, varias ruinas de las celdas de las monjas, restos de fuentes, etc. Fue trazado sobre la base de un modelo heptagonal y cuenta (como se muestra en el plano oficial) con seis patios: Patio del Gran Claustro, Patio de los Gatos, Patio de los Confesionarios, Patio de las Novicias, Patio de la Fundación y Patio de los Cipreses.
El lugar en el que se encuentra el recinto, es un conjunto de casas que fueron compradas a Francisco de Aguilar y a Doña Leonor de Arriaga por un valor de 15,100 pesos. Ahí, en 1525 se empezó a erigir una iglesia cuya construcción fue terminada dos años después. El lugar permaneció así hasta que fue adquirido por Doña Marina de Zaldívar y Mendoza, quien mandó a construir el convento con claustro, dormitorio, refectorio, celdas y huerta. 

## Historia

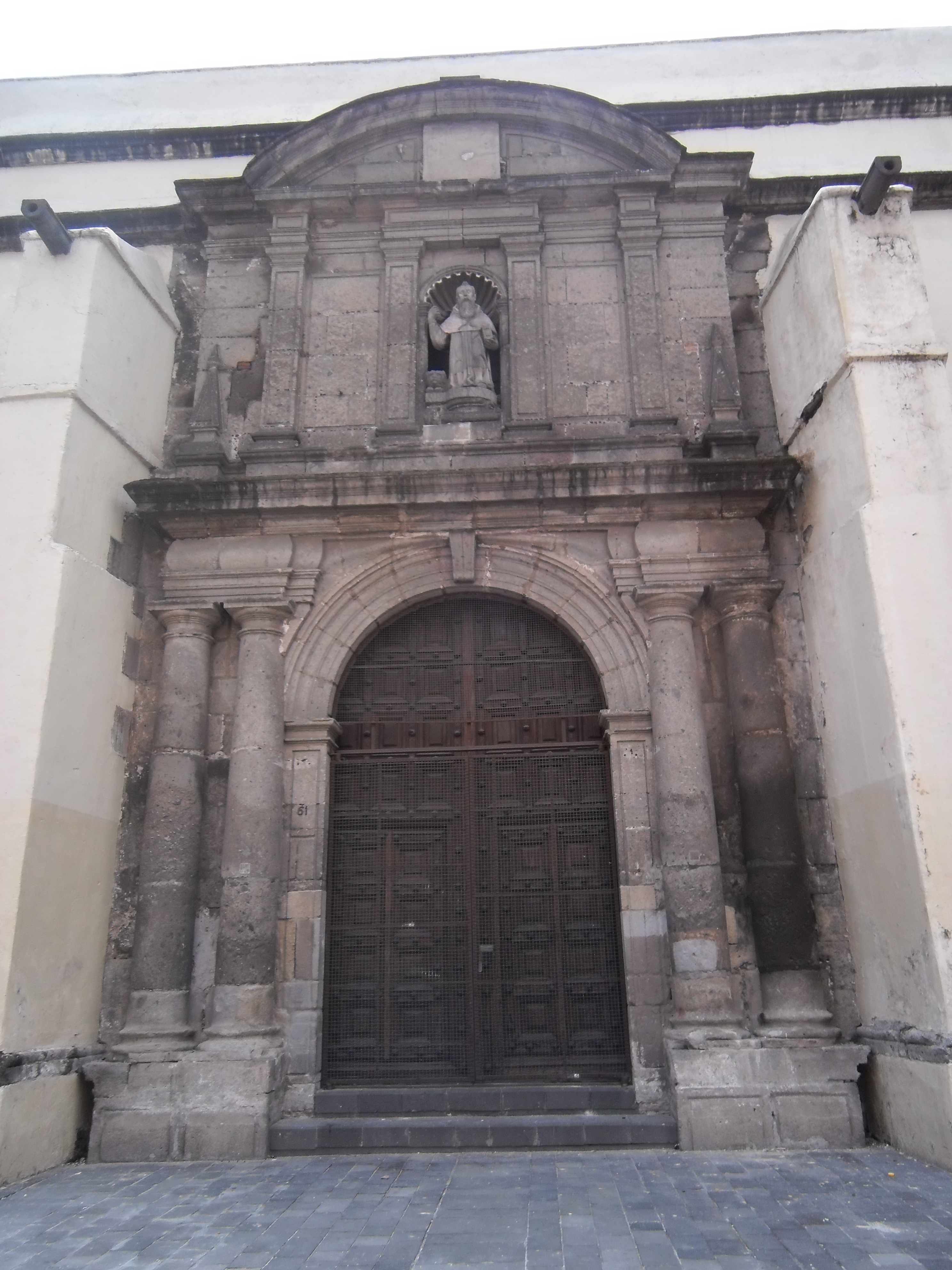
Pórtico de entrada al Convento de San Jerónimo.

Fue inaugurado en 1623 bajo el maestro Alonso Martínez López.
El nombre original del Convento de San Jerónimo fue Convento de Nuestra Señora de la Expectación, de la Orden de Nuestro Padre San Jerónimo de la Ciudad de México.
Ha pertenecido a varios dueños, comenzando por la idea de doña Isabel de Guevara de unir las casas de Isabel Barrios y la de Alonso Ortiz en el siglo XVI. Así en 1585 se fundó como el primer convento mexicano de monjas jerónimas, desde un primer momento se decidió que el convento quedara bajo la regla jerónima, debido a que su fundadora y las monjas que la acompañaron a la apertura de este pertenecían a la mencionada orden.
Como muchos conventos de aquella época, el ingreso y mantenimiento de las monjas en éste, demandaba altos costos; por tal motivo, las únicas familias que podían costear la estancia de las religiosas en el recinto eran las españolas y criollas, pues eran las castas que mejor posición social gozaban.
No obstante, a pesar de las fuertes cantidades de dinero con el que el recinto contaba, este no estuvo exento de varias infortunas: En 1629, la ciudad sufrió una inundación. “El convento quedó dañado por las aguas que difícilmente fueron evaporándose al paso del tiempo.” También fue víctima de los temblores, que causaron varias cuarteaduras a lo largo de la estructura.

Con las leyes de Reforma de Benito Juárez en 1867 fue desamortizado y otorgado al gobierno quien lo hizo cuartel, caballería y hospital militares, y a finales del siglo XIX el expresidente Manuel del Refugio González Flores se lo dio como forma de pago al arquitecto Antonio Rivas Mercado quien lo regaló a sus hijas en 1927, a Alicia y Antonieta Rivas Mercado, esta última construyó en él un teatro llamado Ulises y un salón de baile nocturno llamado El Pirata que se convirtió en el Symirna Dancing Club. 

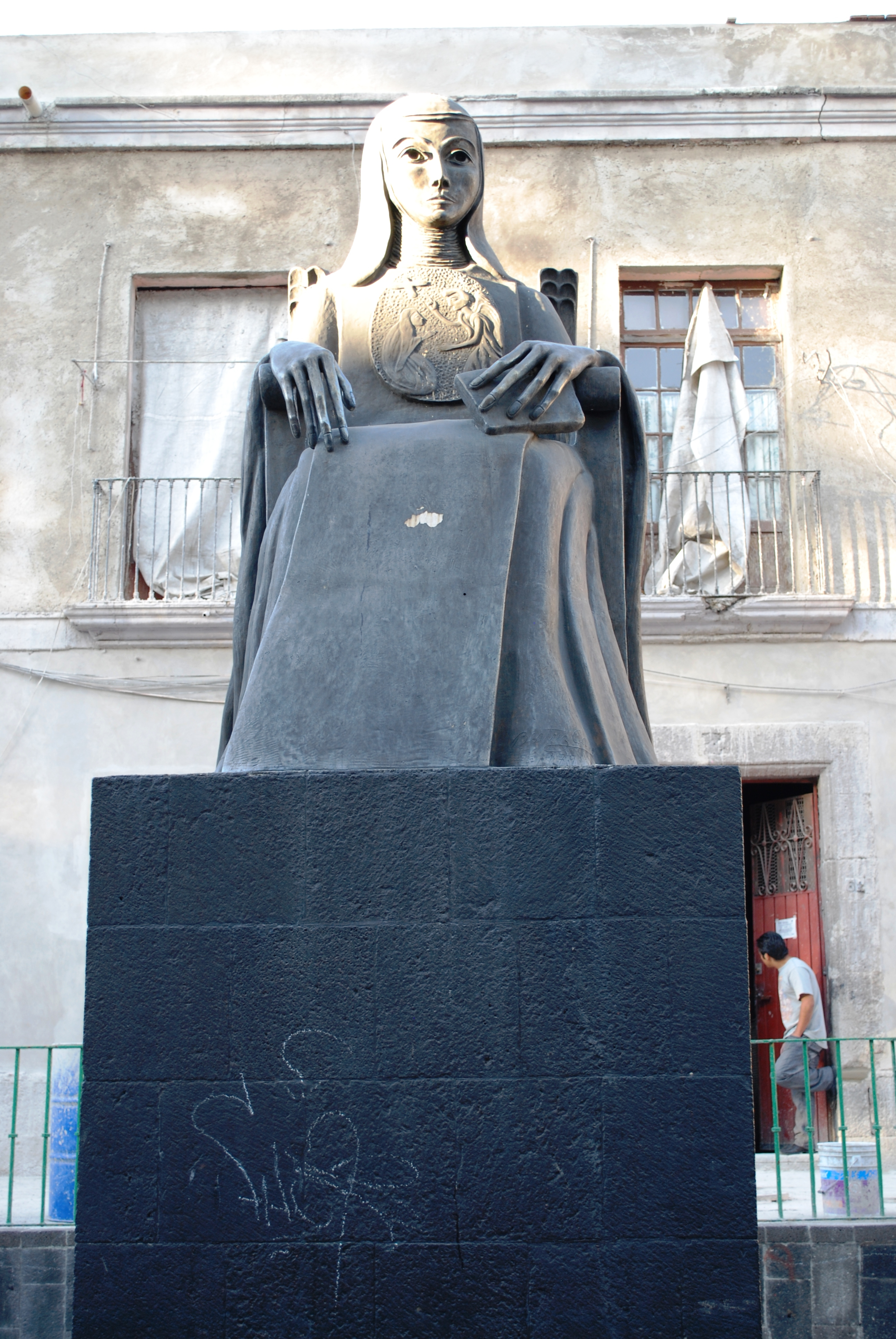
Estatua de Sor Juana Inés de la Cruz en la Universidad del Claustro de Sor Juana (UCSJ).

A finales de los 60 el Dr. Arturo Romano Pacheco realizó investigaciones antropológicas y concluyó que la población monjil fue mayoritariamente criolla y encontró diversos utensilios junto a los esqueletos de las monjas como hebillas, medallas, pequeñas cruces, alfileres y alambres que formaban las coronas y ramos con los que eran enterradas las religiosas, incluyendo a la décima musa, una lápida de mármol en piso del sotocoro lo menciona: "En este recinto que es el coro bajo y entierro de las monjas de San Jerónimo fue sepultada Sor Juana Inés de la Cruz, El 17 de abril de 1695, año de 1964."
Después fue abandonado y en él habitaban vecindades, un estacionamiento y locales comerciales. Sin embargo, como proyecto cultural, el gobierno del expresidente Luis Echeverría Álvarez lo expropió en 1971 y en 1975 hasta 1979 su sucesor presidencial, José López Portillo y Pacheco, inició las restauraciones declarándolo oficialmente patrimonio nacional (bajo la protección de las leyes del Instituto Nacional de Antropología e Historia, INAH) y más tarde por la Unesco como patrimonio de la Humanidad. 
Ha sido sede de numerosas conferencias, exposiciones y eventos culturales donde han participado José López Portillo y Pacheco, Octavio Paz, Carlos Monsiváis, Alberto Ruy Sánchez, Juan Ramón de la Fuente, Guillermo Schmidhuber de la Mora, René Drucker y artistas como Ariel Guzik, Alejandro Magallanes, Santa Sabina, Ensamble Galileo, entre otros.  Asimismo en su Sotocoro se han llevado varios conciertos de música de cámara, música coral, recitales de piano. En febrero de 2009, el Consejo Académico de dicha Universidad, decidió denominar al Ex templo "Auditorio Divino Narciso" en honor a una de las obras de Sor Juana Inés de la Cruz.
Igualmente, el ex-templo también se viste de gala en octubre y noviembre de cada año por montarse en él el tradicional Altar Monumental de Muertos, el cual es el más representativo del centro histórico de la Ciudad de México.

## La Vida en el Convento
Los requisitos para ser aceptada en el convento de San Lorenzo eran: tener entre 16 y 30 años de edad, tener suficiente dinero para pagar el dote 4 , que era de 3000 pesos. Aunque no existía una regla explícita que excluyera a mestizos, mulatos, indígenas o negros, la excesiva cantidad de dote hacía que ninguna de las mencionadas castas pudiera tener acceso al convento. De igual manera, había una jerarquización de labores que regulaba las elecciones de oficios y que de manera descendente constaba de:
- La priora: Encargada del Convento y las monjas, caracterizada por una excelente conducta, quien debía ser mayor de 40 años.
- La vicaria: Era la mano derecha de la priora, quien debía tener aptitudes de organización para aconsejar a la priora. Cada semana debía dar las obligaciones correspondientes a cada una de las religiosas. En ocasiones, llevaba a cabo el oficio de contadora cuando tenía conocimientos de aritmética.  Las definidoras: Eran consejeras de la priora de rango menor.  Las celadoras: Vigilaban las habitaciones de las religiosas para que a partir de las 9 de la noche y hasta las 5 de la mañana del día siguiente, todo permaneciese callado y en orden.
- Las porteras: Ocupado por las monjas más ancianas y virtuosas. “Debían ser de maduro juicio, prudencia y experiencia en las cosas de su oficio que era abrir y cerrar la puerta reglar por donde entraban las provisiones al convento.”
- Las torneras: Había tres torneras, que eran encargadas de viligar las visitas de las monjas, recibir recaudos, cartas y billetes. Después de leer las cartas, daban su aprobación para que se les diese a las remitentes.
- Las vicarias de coro: Vigilaban que las novicias asistieran al coro, rezo y canto. Estudiaban y ejercían los cánticos correspondientes a la misa.
- Las maestras de novicias: Debía ser una monja de las más antiguas, celosa de la religión, prudente. Debían instruirlas en todo conocimiento religioso. Se reunían con ellas dos veces a la semana para discutir cuestiones bíblicas.
- Las correctoras del oficio divino: Corregían los errores de las monjas durante la oración y rezos.
- La enfermera: Cuidaba de las enfermas más graves. También prestaba especial atención a la priora y a la vicaria.
- Las obreras: Se encargaban de vigilar que cualquier obra realizada tanto por monjas como por oficiales, albañiles, carpinteros y peones para no infligir el voto de clausura.
- La provisora: Se encargaba de administrar y dar dinero a cada religiosa para que hiciera su comida diaria.